# أكاديمية محمد السادس لكرة القدم
أكاديمية محمد السادس لكرة القدم هي أكاديمية لكرة القدم تقع في مدينة سلا المغربية. دشنها الملك محمد السادس عام 2009 لإعادة تشكيل الرياضة الوطنية في المغرب واكتشاف المواهب الكروية  ومساعدة لاعبي كرة القدم للوصول إلى هدفهم واللعب في دوري احترافي.

## التأسيس والتطوير

### خلفية
يتبع المشروع سلسلة من البرامج التي وضعها محمد السادس ومستشاروه لضمان تنمية المغرب. استوحى هذا المشروع من قلة المرافق الرياضية ونقص لاعبي كرة القدم الموهوبين في البلاد. في هذه الحالة، تم التخطيط لبناء أكاديمية لكرة القدم لتعزيز الرياضة في المغرب وإنتاج الجيل القادم من لاعبي كرة القدم.

### الأهداف
تم تصميم هذا المشروع لتحقيق أهداف معينة، منها:
- البحث عن المواهب الشابة في جميع أنحاء البلاد
- استهداف المناطق المحرومة في الرباط
- تنفيذ منهج دراسة الرياضة
- تطوير الملعب الوطني لكرة القدم
- إعداد لاعبي كرة القدم الناشئين لدوريات المحترفين[4]

### التأسيس
في عام 2007، أصدر العاهل المغربي تعليمات إلى المجموعة 3 للمعماريين لبناء أكاديمية لكرة القدم في سلا الجديدة. بلغت تكلفة المشروع حوالي 140 مليون درهم. في البداية، قام مدير المشروع ناصر لاركيط بجولة في البلاد للعثور على المرشحين المناسبين. بعد ذلك، بدأت الأكاديمية نظام اختبار لقبول الطلاب. أكاديمية شمال إفريقيا تديرها شركة العقارات العامة، وهي منظمة غير ربحية. يرأس الأكاديمية السكرتير الملكي الشخصي للملك محمد السادس، منير الماجيدي، وهو أيضًا رئيس الفتح الرباطي.
دعم الملك محمد السادس المشروع من خلال تقديم مساعدات مالية لتشجيع المبادرات المماثلة في مدن أخرى، ولضمان تقدم أنشطة كرة القدم في البلاد.
في مارس 2010، افتتح الملك محمد السادس الأكاديمية التي تهدف إلى توفير التعليم والتوجيه وتدريب كرة القدم لطلابها. افتتحت الأكاديمية أبوابها في سبتمبر 2010. وهي مخصصة لنحو 50 مرشحًا تتراوح أعمارهم بين 13 و 18 عامًا. يتم دعم هذه المنشأة الرياضية التعليمية مالياً بتمويل شخصي من الملك. كما تلقت جزءًا من الاستثمارات الخاصة من مجموعة أونا واتصالات المغرب ومجموعة الضحى والبنك المغربي للتجارة الخارجية وصندوق الإيداع والتدبير والتجاري وفا بنك.
في عام 2015، تم إطلاق أكاديميات مماثلة في عدة مدن عبر المغرب مثل أكادير وطنجة والسعيدية وغيرها.

## التنظيم والتجهيز
تقع الأكاديمية بالقرب من نهر أبو رقراق، وتغطي مساحة 2.5 كيلومتر مربع. وتتكون من منطقتين رئيسيتين: المساحة المفتوحة (الملاعب والمساحات الخارجية للأنشطة الأخرى) والقرية.
تم بناء الأكاديمية لتكون منشأة حديثة تضم التراث الثقافي المغربي. وهي مرتبة على شكل دوار تقليدي، مع ساحة قروية مركزية محاطة بخمسة أبنية. يلبي كل مبنى وظيفة معينة (السكن والتعليم والمرفق الطبي والمقصف). تم تصميم الأفنية ذات المناظر الطبيعية لضمان استرخاء لاعبي كرة القدم الشباب.

### المدرسة
تم بناء مدرسة وفقًا لإرشادات منهج دراسة الرياضة. يقدم برنامجًا من ثلاثة مستويات للطلاب مع كون المستوى الأول مرحلة تحضيرية لمساعدتهم على التكيف. تضم المدرسة 10 فصول دراسية، بالإضافة إلى فصل دراسي للغة وعلوم الكمبيوتر. برنامج التدريس الذي تقدمه الأكاديمية مدعوم من قبل وزارة التربية الوطنية.

### القرية الرياضية
يقدم المرفق لطلابه أربعة ملاعب تم إنشاؤها وفقًا لإرشادات الفيفا. نصف ملعب كرة قدم اصطناعي، وأربع غرف خلع الملابس.

### المركز الطبي
يتكون المركز الطبي من عيادة ومكتب للعلاج الطبيعي ومسبح للعلاج بالمياه المعدنية.